# Faktorieller Ring
Ein faktorieller Ring, auch ZPE-Ring (Abk. für: „Zerlegung in Primelemente ist eindeutig“, engl. UFD: „unique factorization domain“), Gaußscher Ring oder EPZ-Ring ist eine algebraische Struktur, und zwar ein Integritätsring, in dem jedes Element {\displaystyle a\neq 0} eine im Wesentlichen eindeutige Zerlegung in irreduzible Faktoren besitzt. Faktorielle Ringe sind nicht zu verwechseln mit Faktorringen.

## Definition
Ein Integritätsring {\displaystyle A} heißt faktoriell, wenn er die folgende Eigenschaft besitzt:
- Jedes Element {\displaystyle a\neq 0}, besitzt eine bis auf Assoziiertheit und Reihenfolge eindeutige Zerlegung in irreduzible Faktoren.[1]

Für einen Integritätsring ist die Eigenschaft, faktoriell zu sein, äquivalent zur Eigenschaft, ein ZPE-Ring zu sein:
- Jedes Element {\displaystyle a\neq 0}, das keine Einheit ist, besitzt eine Zerlegung in ein Produkt von Primelementen (Darstellungen als Produkt von Primelementen sind in Integritätsringen stets im Wesentlichen eindeutig).

### Zerlegung in irreduzible Faktoren
{\displaystyle a\in R} hat eine Zerlegung in irreduzible Faktoren, wenn a eine Darstellung
{\displaystyle a=\varepsilon \,q_{1}\,q_{2}\dots q_{r}}
mit einer Einheit {\displaystyle \varepsilon } und irreduziblen Elementen {\displaystyle q_{i}} hat. Dabei ist das leere Produkt von irreduziblen Elementen, also {\displaystyle r=0}, zugelassen, das dem Einselement des Ringes gleichzusetzen ist. Diese Zerlegung ist im Wesentlichen eindeutig, wenn bei jeder weiteren solchen Darstellung
{\displaystyle a=\varepsilon '\,q_{1}'\,q_{2}',\dots ,q_{r'}'}
gilt: {\displaystyle r=r'} und {\displaystyle q_{i}\sim q_{i}'} (nach eventuellem Umnummerieren).
{\displaystyle q_{i}\sim q_{i}'} bedeutet: {\displaystyle q_{i}} und {\displaystyle q_{i}'} sind assoziiert.
Sind die {\displaystyle q_{1},q_{2},\dotsc ,q_{r}} nicht nur irreduzibel, sondern sogar Primelemente, folgt daraus bereits die Eindeutigkeit der Darstellung (bis auf Assoziiertheit).

## Eigenschaften
- Irreduzible Elemente in faktoriellen Ringen sind prim. Damit folgt auch die Äquivalenz der oben angegebenen Beschreibungen.
- In faktoriellen Ringen wird jede aufsteigende Kette von Hauptidealen stationär. Wird umgekehrt in einem Integritätsring jede aufsteigende Kette von Hauptidealen stationär und ist dort jedes irreduzible Element ein Primelement, so handelt es sich um einen faktoriellen Ring.[2]
- Faktorielle Ringe sind ggT-Ringe. Nach Wahl eines Repräsentantensystems für die Primelemente kann ein größter gemeinsamer Teiler endlich vieler Elemente als Produkt der gemeinsamen Primfaktoren dieser Elemente mit Berücksichtigung der Vielfachheit berechnet werden.
- Faktorielle Ringe sind normal, d. h. ganzabgeschlossen im Quotientenkörper.
- Nach dem Lemma von Gauß sind Polynomringe faktorieller Ringe wieder faktoriell.
- Lokalisierungen faktorieller Ringe sind faktoriell (außer wenn das Nullelement invertiert wird).

## Beispiele und Gegenbeispiele
- Jeder euklidische Ring ist ein Hauptidealring, und jeder Hauptidealring ist ein faktorieller Ring. Beispiele sind die euklidischen Ringe {\displaystyle \mathbb {Z} } (ganze Zahlen) sowie der Polynomring {\displaystyle K[X]} in einer Veränderlichen über einem Körper {\displaystyle K}.
- Umgekehrt ist aber nicht jeder faktorielle Ring automatisch Hauptidealring: Die Ringe {\displaystyle K[X,Y]} und {\displaystyle \mathbb {Z} [X]} sind faktoriell, aber keine Hauptidealringe. Bei den Ganzheitsringen algebraischer Zahlkörper fallen die beiden Begriffe jedoch zusammen.
- Körper besitzen zwar weder irreduzible Elemente noch Primelemente, sind aber ebenfalls faktorielle Ringe, da jedes Element ungleich Null eines Körpers eine Einheit ist.
- Der Nullring wird von der überwiegenden Mehrheit nicht als faktorieller Ring angesehen. Zwar ist die Bedingung der Existenz einer Primfaktorzerlegung leer, jedoch wird der Nullring nicht als Integritätsring angesehen.
- Polynomringe und Ringe formaler Potenzreihen über einem Körper sind faktoriell.
- Reguläre lokale Ringe (z. B. diskrete Bewertungsringe) sind faktoriell. Dies ist genau die Aussage des Auslander-Buchsbaum-Theorems.

## Gegenbeispiele
Ein Beispiel für einen Ring, in dem es eine Zerlegung in irreduzible Elemente gibt, die nicht eindeutig ist, ist der Ring {\displaystyle \mathbb {Z} \left[{\sqrt {-5}}\right]} (siehe Adjunktion): In den beiden Produktdarstellungen
{\displaystyle 6=2\cdot 3=\left(1+{\sqrt {-5}}\right)\cdot \left(1-{\sqrt {-5}}\right)}
sind die Faktoren jeweils irreduzibel, aber unter den vier Zahlen {\displaystyle 2,3,1+{\sqrt {-5}}} und {\displaystyle 1-{\sqrt {-5}}} sind keine zwei assoziiert. Die Einheiten in diesem Ring sind {\displaystyle +1} und {\displaystyle -1}.
Ein Beispiel für einen Ring, in dem eine Zerlegung in irreduzible Elemente nicht immer existiert, diese aber eindeutig ist, wann immer sie existiert, ist der Ring der holomorphen Funktionen auf einem Gebiet {\displaystyle U} in der komplexen Ebene {\displaystyle \mathbb {C} } (mit punktweiser Addition und Multiplikation):
Dieser Ring ist nullteilerfrei (das folgt aus dem Identitätssatz für holomorphe Funktionen).
Die Einheiten sind genau die holomorphen Funktionen ohne Nullstellen (also z. B. die komplexe Exponentialfunktion).
Die irreduziblen Elemente sind bis auf Einheiten genau die Funktionen der Form ({\displaystyle z\mapsto z-a}) für einen Punkt {\displaystyle a\in U}. Daraus folgt, dass eine holomorphe Funktion genau dann ein Produkt aus irreduziblen Elementen ist, wenn sie nur endlich viele Nullstellen hat. Da es aber auf jedem Gebiet auch holomorphe Funktionen mit unendlich vielen Nullstellen gibt, ist dieser Ring kein faktorieller Ring. Falls eine holomorphe Funktion allerdings eine solche Darstellung hat, so ist diese im Wesentlichen eindeutig, weil die irreduziblen Elemente alle prim sind.